# Santa Bárbara de Pinto
Santa Bárbara de Pinto es un municipio de Colombia, situado al sur del departamento de Magdalena a orillas del Brazo de Mompox.

## División Político-Administrativa
Además de su Cabecera municipal. Santa Bárbara de Pinto tiene bajo su jurisdicción los siguientes Centros poblados:
- Carretal
- Cienagueta
- Cundinamarca
- San Pedro
- Veladero

## Geografía
La distancia aproximada de la que dista de la capital del departamento (Santa Marta), es de aproximadamente 350 km por carretera.
Extensión total: 49.713,65 ha

### Límites
Norte: Municipio de Plato.
Sur: Municipio de Talaigua Nuevo con Brazo de Mompox en medio.
Este: Municipio de Santa Ana.
Oeste: Municipios de Magangué y Córdoba. Bolívar con el Río Magdalena en medio.

### Coordenadas geográficas
NORTE: 74O33” 14 N, 9O40”06
SUR:      74O3834”    N, 9O 2251
ESTE:    74O 3121”    N 9O 33”56
OESTE: 74O 48” 211 N 9O 27” 04
El territorio de la región del municipio es plano en las riberas del río Magdalena, presenta ligeras elevaciones hacia el nororiente, que no exceden los 120 m s. n. m.

### Hidrografía
Constituido por el brazo de Mompox del río Magdalena, en el límite sur del municipio. Se destacan además dos complejos cenagosos localizados en las riberas del río magdalena, constituidos principalmente por las ciénagas de veladero, el sapo, cascajalito, los cuernos y papelillos entre otras, numerosos arroyos y quebradas, que en época de invierno al desbordarse el río Magdalena, inundan la franja de terreno plana del municipio. En su conjunto, los diferentes cuerpos de agua existente en el municipio de Santa Bárbara de Pinto suman aproximadamente unas 4.500 ha, representando el 18% del área municipal.

### Climatología
El conjunto de elementos atmosféricos de la región, someten al Municipio de Santa Bárbara de Pinto a unas temperaturas promedio que oscilan en el rango de los 25 a 37 °C,  es frecuente se eleven sobre 40 °C, lo que origina un régimen de lluvias tropicales por efecto de CCT ( centro de convergencia intertropical ) que combinados con el efecto de los rayos solares es la extensa superficie acuática origina lluvias dominantes de tipo convectivo, en la que prevalecen unos periodos de sequía externa y otros de lluvias torrenciales.

## Economía
Actividad económica: 1.er renglón ganadería (43%): vacuno, equino, caprino, porcino, mular, vino; 2.º lugar agricultura con participación del 30% con productos yuca, frijol, maíz; la participación restante (27%) se parte entre pesca y otras actividades

## Turismo

### Festividades
Fiesta Patronales de la Virgen de Santa Bárbara y San Pedro, son complementadas por Las Fiestas de Carralejas, Fandangos populares, danzas, carreras de caballo y juegos Pirotécnico.
Comidas típicas: arroz de pescado, bagre frito, chicha de grano, sancocho de mondongo, y viudo de bocachico, bollo de queso, bollo de plátano.
Por las características hídricas, pluviométricas y morfológicas de la zona, además de la dinámica y el comportamiento del área inundable, la economía del municipio de Santa Bárbara de Pinto, gira en torno al sector agropecuario. Las principales actividades agropecuarias que se desarrollan en el municipio son: Pecuaria, Agrícola y la Pesca; estas actividades se desarrollan en forma tradicional. De manera incipiente se encuentra la actividad forestal.

## Ecología
El territorio que ocupa el municipio de Santa Bárbara de Pinto, corresponde a la zona de vida comprendida entre el llamado Bosque Seco Tropical ( BST ) y Bosque Húmedo Tropical( BHT ), según la Clasificación de Holdridge, formación que se desarrolla gracias a las variaciones de humedad que ocurren a lo largo del Magdalena medio hasta la Costa Caribe. Es un municipio que refleja riquezas naturales, por lo variado del paisaje, su topografía, su flora y su fauna, pero existen algunos problemas que aún pueden tratarse, pues se prevé que por sus actividades de índole agropecuaria y pesquera, proyecta un crecimiento, que podría controlarse, evitando circunstancias como las que actualmente están viviendo muchas comunidades cuyo desarrollo no fue planificado.

### Flora
La vegetación presente en el municipio de tipo es característica del bosque Seco Tropical. No obstante por estar en una zona de transición, se presenta vegetación propia del Bosque Húmedo Tropical, sobre todo en las planicies sujetas a los desbordes anuales del río Magdalena (Brazo de Mompox). Esta condición permite la existencia de varios tipos de vegetación a saber: Bosque Seco Tropical ( Bs-T ) y Bosque Húmedo Tropical ( Bs-T ) Sabanas con pastos introducidos, áreas de cultivos como maíz, yuca, ñame ajonjolí, entre otros y vegetación de pantano y playones, con presencia de Eichhornia crassipes (buchón de agua, taruya, oreja de mulo, jacinto de agua) Salvinia auriculata (oreja de ratón) y pastos naturales (Hymenachne amplexicaulis - Churry churri - Cyperacea spp. cortadera) etc.
En cuanto a Bosques naturales, en el municipio, no se encuentran en forma efectiva, bosques sin intervención humana, debido a que aproximadamente el 95% de éstos han sido prácticamente acabados debido a la tala exhaustiva con fines comerciales, domésticos y/o agropecuarios con el afán de obtener nuevas tierras para potreros o zonas de cultivos.
Estos bosques servían de hábitat para una considerable variedad de fauna, reconocen haber conocido puntos o focos de bosques naturales, en los cuales existió una gran variedad de fauna silvestre hoy desaparecida en su gran mayoría de la región.

### Fauna
Las especies animales presentes se ha visto gravemente diezmada y algunas han desaparecido de la Región, como consecuencia de la destrucción generalizada de sus habitas, siendo la deforestación, la caza indiscriminada y las quemas anuales de los playones y rastrojos las causas principales de ello.
Se pudo establecer a través de relatos y por el uso actual que se da a las diferentes especies que hoy aún se encuentran en el territorio que una gran variedad de especies son importante fuente de proteína en la dieta alimentaría de las comunidades y de gran valor económico para los pobladores. Así mismo se pudo determinar la desaparición de muchas de estas especies, entre las que se destacan: la guartinaja (Agouti paca) el ñeque (Dasyprocta punctata) tigrillo (Felis wiedii) mono, ardilla, marimonda, gato pardo, manatí (Trichechus manatus) caimán (Crocodilus acutus) nutrias (Lutra longicaudis); Algunas veces para el consumo, pero generalmente el interés se centró en la demanda clandestina de estos especímenes para el mercado negro de especies de fauna que impera en Colombia desde hace más de cien años, sin que el estado tome medidas eficaces para controlar este fenómeno.
En cuanto a aves se refiere, amplio inventario de especies desaparecidas, tales como: pato real (Cairina moschata) pato cuchara (Ajaia ajaja) gallineta, oropéndola, gonzala, guruyón, guacharaca (Ortalis garrula) pava congona, paloma de la virgen, paloma torcaza, pajuí. Otras están gravemente amenazadas por la cacería con fines comerciales de la que fueron y siguen siendo objetos, para ser usadas como mascotas entre las que se destacan: sangre de toro, canario, turpial, siete colores, tucero, pico dorado, gorrión, mochuelo, guacamaya. Estos animales se localizaban principalmente en los bosques, en las ciénagas y cerca de zonas de cultivos, en las puntas de monte y en los playones, hoy ampliamente degradados.

## Movilidad

### Vial
El sistema vial tiene diferentes vías de acceso como la vía terrestre, acuática y aire, pero esta última es poco utilizada debido al escaso desarrollo con que cuenta el municipio, pero a diferencia de la terrestre y la acuática este sí es transitado por cualquier medio de transporte.

#### Acceso
Terrestres
- El Municipio de Santa Ana
- El Municipio de Plato
Para llegar al municipio se pueden llegar por la vía que llega de la vía de plato por la parte norte, por la parte sur en la vía de Santa Ana y el departamento del Magdalena
Fluvialesuna de las más utilizada por los pinteños, comunicando con los Municipio del Sur del Magdalena, La Depresión Momposina y con el centro de intercambio comercial Magangue - Bolívar. Es por el brazo del río Magdalena que cruza por esta comunidad, que proviene del municipio de Mompox.
El municipio más desarrollado en el cual se prestan diferentes servicios a la comunidad pintella como lo son: la atención del hospital de nivel dos que lleva por nombre tiene “San Juan De Dios”, e igual le proporciona comercio entre otra cuestión. Para llegar a este municipio, más desarrollado que el de Santa Bárbara De Pinto, se puede ir por vía acuática a través de transportes acuáticos por el brazo de río que proviene de Mompox.
Son vías terciarias destapadas que nos permiten en verano comunicarnos con el resto de los Municipios y Ciudades, ya que se conectan con la red primaria (Troncal del Caribe).

## Demografía
Según el DANE, para el periodo 2005, la población del municipio de Santa Bárbara de Pinto es de 11.108 habitantes.
N.º Habitantes Cabecera: 6.150
N.º Habitantes Zona Rural: 4.958
Distribución etárea de la población por rangos de edad
Rangos de edad	>1 año	1-4	5-14	15-44	45-59	>60
Total por edad		3131	5777		4791	826
Porcentaje	0,00	31,78	58,64	0,00	48,63	8,38